# Emma Gad
Emmarenze Henriette Margrethe Gad, født Halkier (21. januar 1852 i København – 8. januar 1921 samme sted) var en københavnsk forfatter og dramatiker, som er mest kendt som forfatter af etikettebogen Takt og Tone - Om Omgang med Mennesker (1918)
Hun var datter af grosserer Hans Peter Andreas Halkier (1808 – 1860) og var gift med kontreadmiral Urban Gad.
Hun modtog Fortjenstmedaljen af guld i 1905 for udstillingen "Dansk Koloniudstilling (Grønland og Dansk Vestindien) og en udstilling fra Island og Færøerne" i Tivoli.
Emma Gad var vicepræsident i komiteen bag Kvindernes Udstilling fra Fortid og Nutid i 1895. Udstillingen stod under dronning Louises protektion, og den var repræsenteret af kvinder fra adel, overklasse, arbejderklasse, erhvervsliv og fra kunstens verden. Overskuddet fra den succesfyldte udstilling blev efter forslag fra Emma Gad anvendt til startkapital for den kommende Kvindernes Bygning, som blev indviet i 1936 i København.
Hun stod også bag udstillingen i 1905 i Tivoli "Dansk Koloniudstilling (Grønland og Dansk Vestindien) og en udstilling fra Island og Færøerne".
I 1886 debuterede Emma Gad som dramatiker på Det Kongelige Teater, og samme år oversatte og bearbejdede hun etikettebøgerne Man skal aldrig! og Man skal altid. I 1898 var hun medstifter af Kvindernes Handels- og Kontoristforening, der var den første faglige organisering af kvinder på kontor (HK kom først to år senere). Emma Gad blev i 1915 ansat på Politiken og i 1918 kom Takt og Tone.

### Teaterstykker
- 1886 Et Aftenbesøg
- 1888 Et Stridspunkt
- 1890 En Advarsel
- Svundne tider 1895 ifm. Kvindernes Udstilling
- Dydens belønning 1900
- Det forløsende ord
- Hektors afsked
- Fælles Sag
- Et Sølvbryllup
- Tro som Guld
- Rørt Vande
- Aabent Visir
- Et Forspil
- Fruens politik 1909 (sammen med Peter Urban Gad)
- De unge drømme (præludium til Ægtestand) 1913
- Ægtestand[4]
- Den mystiske arv 1913

## Opkaldt efter Emma Gad
- Emma Gads Vej, 2300 København S
- Emma Gads Vej, 8600 Silkeborg
- Emma Gads Gade, 8220 Brabrand

## Eksterne link
- Emma Gad på gravsted.dk
- Emmagad.dk Arkiveret 24. maj 2008 hos  Wayback Machine
- Emma Gad i Dansk Kvindebiografisk Leksikon på Lex.dk, tidl. Kvinfo.dk
- Emma Gad i Dansk Forfatterleksikon Arkiveret 19. februar 2016 hos  Wayback Machine